# Gustav Ickler

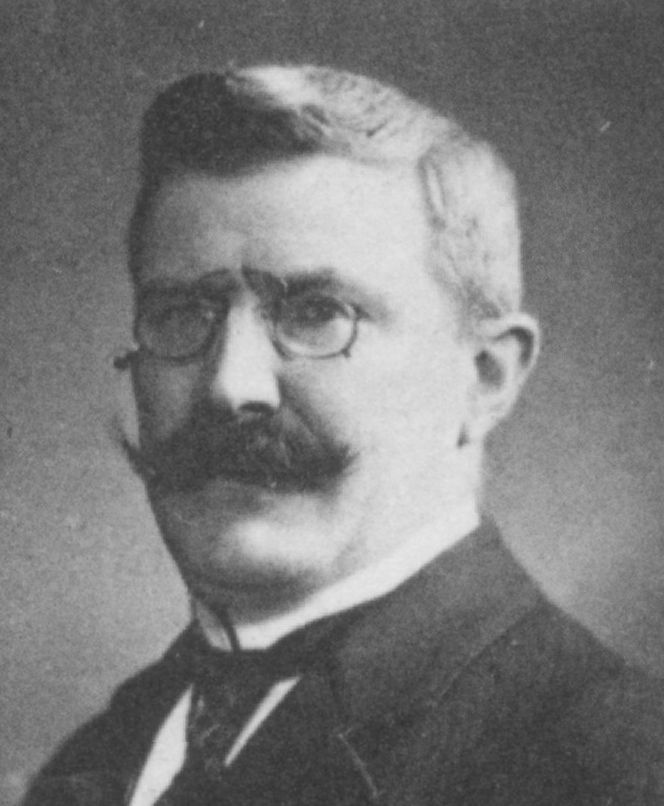
Gustav Ickler als Reichstagsabgeordneter 1912

Gustav Ickler (* 4. Juni 1870 in Zeitz; † 28. Januar 1951 in Göttingen)  war Schlosser, Gewerkschaftsvorsitzender und Mitglied des Deutschen Reichstags.

## Leben
Gustav Ickler besuchte die Bürgerschule in Zeitz und erlernte von 1884 bis 1887 das Schlosserhandwerk. Von Ostern 1887 bis 1892 war er auf Wanderschaft und arbeitete in mehreren deutschen Städten. 1892 kam er nach Göttingen und arbeitete ab 1893 bei der Preußisch-Hessischen Eisenbahn. Er hat nicht gedient. Er war Vorsitzender des Deutschen Reichs- und Staatsarbeiterkartells (Sitz Berlin) und Vorsitzender des Verbandes Deutscher Eisenbahnhandwerker und -Arbeiter (Sitz Berlin).
Von 1912 bis 1918 war er Mitglied des Deutschen Reichstags für den Wahlkreis Provinz Hannover 12 (Göttingen, Duderstadt, Münden) und die Nationalliberale Partei.